# Francuski savez šaha
Francuski savez šaha (fra.: Fédération française des échecs), krovno tijelo športa šaha u Francuskoj. Pridruženi član nacionalnog olimpijskog odbora. Osnovan je 19. ožujka 1921. godine. Član FIDE od 1924. godine, CLE i Europske šahovske unije. Sjedište je u Asnièresu na Seini, 6 rue de l'Eglise. Francuska pripada europskoj zoni 1.1b. Predsjednik je Bachar Kouatly (ažurirano 17. listopada 2019.).

## Vanjske poveznice
- Službene stranice